# Journal of Drug Targeting
Das Journal of Drug Targeting, abgekürzt J. Drug Target., ist eine wissenschaftliche Fachzeitschrift, die vom Taylor & Francis-Verlag veröffentlicht wird. Die Zeitschrift erscheint mit sechs Ausgaben im Jahr. Es werden Arbeiten veröffentlicht, die sich mit der Entwicklung neuer Arzneistoffe beschäftigen.
Der Impact Factor lag im Jahr 2014 bei 2,741. Nach der Statistik des ISI Web of Knowledge wird das Journal mit diesem Impact Factor in der Kategorie Pharmakologie und Pharmazie an 99. Stelle von 254 Zeitschriften geführt.